# Acute interne geneeskunde
De acute interne geneeskunde is het nieuwste onderdeel van de interne geneeskunde en richt op de opvang en stabilisatie, diagnostiek en adequate aanvang van behandeling van volwassen patiënten met een acute presentatie van een inwendige ziekte en op de coördinatie en logistiek van deze zorg aan meerdere patiënten gelijktijdig.

## Geschiedenis
Acute interne geneeskunde is ontstaan in het Verenigd Koninkrijk, waar het in 2003 werd erkend als subspecialisme van de interne geneeskunde. In Nederland werd in navolging van het Verenigd Koninkrijk in 2012 de acute interne geneeskunde eveneens erkend als subspecialisme. Inmiddels zijn er meer dan 100 internisten met het aandachtsgebied acute interne geneeskunde geregistreerd bij de MSRC.

## Opleiding
De opleiding tot internist - acute geneeskunde duurt 6 jaar en kan worden gevolgd in alle Nederlandse academische ziekenhuizen. De eerste 4 jaar vormen de algemene opleiding tot internist. In de laatste 2 jaar vindt de differentiatie tot internist - acute geneeskunde plaats. Verplichte onderdelen van deze differentiatie zijn 16 maanden stage op de spoedeisende hulp en 4 maanden stage op de intensive care. Daarnaast worden meerdere trainingen op het gebied van opvang van acuut zieke patiënten gevolgd, uitgaand van de ABCDE-methodiek.